# قرار مجلس الأمن التابع للأمم المتحدة رقم 1752
قرار مجلس الأمن التابع للأمم المتحدة رقم 1752، المتخذ بالإجماع في 13 أبريل 2007.

## القرار
رحب المجلس بالتقدم الذي أحرزه كلا الجانبين نحو تنفيذ القرار 1716 (2006)، ودعا الجانب الجورجي إلى ضمان أن تكون الحالة في وادي كودوري متماشية مع اتفاق موسكو بشأن وقف إطلاق النار وفصل القوات في 14 مايو 1994. ودعا الجانب الأبخازي إلى ممارسة ضبط النفس فيما يتعلق بالالتزامات الجورجية فيما يتعلق بوادي كودوري.
وأدان المجلس الهجوم الذي شُن على قرى في أعالي وادي كودوري في ليلة 11 و12 آذار / مارس، وحث جميع الأطراف على تقديم الدعم الكامل للتحقيق الجاري الذي تجريه المجموعة المشتركة لتقصي الحقائق بقيادة بعثة مراقبي الأمم المتحدة في جورجيا.
وشدد المجلس على ضرورة تحسين الحالة على أرض الواقع في مجالات الأمن وعودة المشردين داخليا وإعادة التأهيل والتنمية، ودعا الجانبين إلى استئناف الحوار دون شروط مسبقة في تلك المجالات. وحث الجانبين على الأخذ بمحمل الجد المخاوف الأمنية المشروعة لبعضهم البعض، والامتناع عن أي أعمال قد تعرقل عملية السلام وتوسيع التعاون اللازم لبعثة مراقبي الأمم المتحدة وقوة حفظ السلام لرابطة الدول المستقلة.
وحث المجلس كلا الطرفين على الانخراط فورا في تنفيذ تدابير بناء الثقة الواردة في المقترحات التي قدمتها مجموعة أصدقاء الأمين العام في جنيف يومي 12 و13 شباط / فبراير، في إطار مشاركة الأحزاب الجورجية والأبخازية.

## روابط خارجية
- نص القرار في undocs.org